# Khraïcia
Khraïcia ou Khraïssia, anteriormente Crescia (em árabe: الخرايصية) é uma comuna localizada na província de Argel, no norte da Argélia. Sua população era de 27 910 habitantes, em 2008.